# Mtp Target
MTP Target是一个3D竞速游戏，这个游戏要求连接到服务器，目前已经关闭。支持最多16人同时游戏。客户端开源软件，支持i18n，使用在线翻译系统，已经翻译成了19种语言，包括简体中文。而服务端并非开源软件。

## 游戏方式
游戏需要注册一个帐号，开始训练任务，然后可以玩到更多的地图。1.5.19版本有69张地图，包括一些穿越洞穴／多个着陆点的地图。要求玩家精确的控制企鹅从山上滚下来，凭借一个斜坡飞起来，滑翔落下。越短时间内着陆越是精准，分数越高，有各种各样的地图，以及全球积分排行。